# Quevedo (ville)
Pour les articles homonymes, voir Quevedo.
Quevedo est une ville d'Équateur située dans la province de Los Ríos, chef-lieu du canton de Quevedo. Elle est située à 237 km au sud-est de Quito. Sa population s'élevait à 150 827 habitants en 2010. C'est un important centre agro-industriel, étant notamment le principal centre d'opérations des compagnies bananières du pays. Elle abrite l'Universidad Técnica Estatal, université connue pour son programme d'agronomie. Elle a été fondée en 1838. Quevedo compte une importante communauté d'origine chinoise.